# Le Loroux-Bottereau
Le Loroux-Bottereau (bretonisch: Lavreer-Botorel, Langues d’oïl: Le Lorór-Boterèu) ist eine französische Gemeinde mit 8.595 Einwohnern (Stand: 1. Januar 2022) im Département Loire-Atlantique in der Region Pays de la Loire. Sie gehört zum Arrondissement Nantes und zum Kanton Vallet.
Die Einwohner werden Lorousains genannt.

## Geographie
Le Loroux-Bottereau liegt südlich der Loire in den Weinhügeln der Vignoble nantais. An der südwestlichen Gemeindegrenze verläuft der Fluss Goulaine.
Die Weinbaugebiete Muscadet und Gros Plant du Pays Nantais reichen in das Gemeindegebiet hinein.

### Nachbargemeinden
Umgeben ist Le Loroux-Bottereau von den Nachbargemeinden Divatte-sur-Loire im Norden, Orée d’Anjou und La Remaudière im Osten, Le Landreau im Süden und Südosten, La Chapelle-Heulin im Süden, Haute-Goulaine im Westen und Südwesten sowie Saint-Julien-de-Concelles im Westen und Nordwesten.

## Bevölkerungsentwicklung
| Jahr      | 1962 | 1968 | 1975 | 1982 | 1990 | 1999 | 2006 | 2017 |
| --------- | ---- | ---- | ---- | ---- | ---- | ---- | ---- | ---- |
| Einwohner | 3067 | 3204 | 3488 | 4033 | 4353 | 4936 | 6023 | 8227 |

## Sehenswürdigkeiten

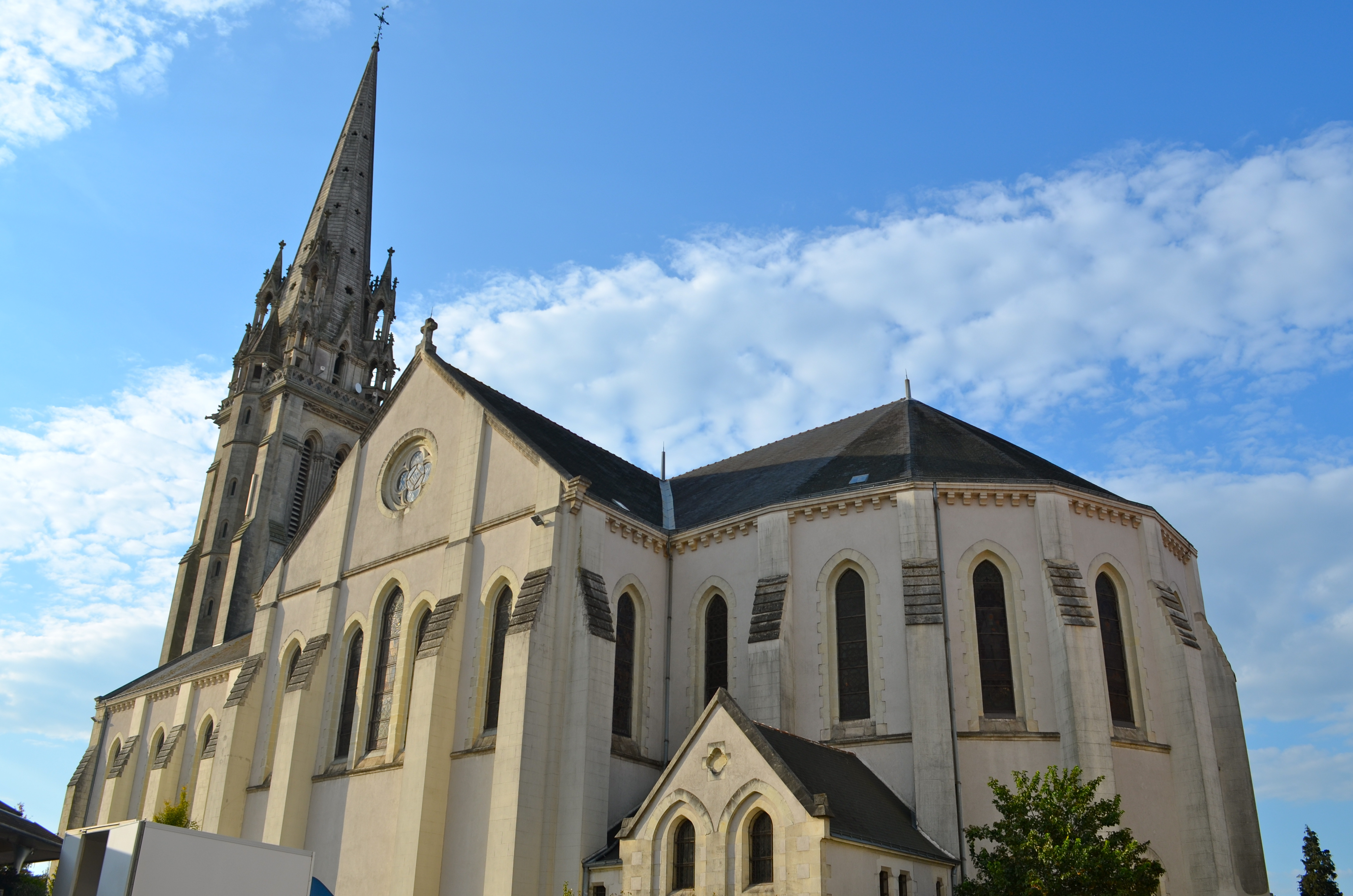
Kirche Saint-Jean-Baptiste

- Kirche Saint-Jean-Baptiste, errichtet zwischen 1858 und 1870 im neogotischen Stil von Henry Faucheur, Monument historique
- Standbild Ludwigs XVI.
- Reste der Kapelle Saint-Laurent
- Windmühlen von Pé, im 19. Jahrhundert errichtet, heute zu Wohnzwecken umgestaltet

## Persönlichkeiten
- Hippolyte-Jules Pilet de La Mesnardière (1610–1663), Arzt, Dichter und Mitglied der Académie française
- Vincent-Yves Boutin (1772–1815), französischer Militär
- Lucien Fruchaud (* 1934), Bischof von Saint-Brieuc und Tréguier